# Niños inflando una vejiga
Niños inflando una vejiga es un cartón para tapices de Francisco de Goya. El aragonés pergeñó esta obra como sobrepuerta para el comedor de los Príncipes de Asturias en el Pardo. Actualmente se exhibe en la pinacoteca del Museo del Prado.

## Análisis
Unos niños, cuyas ropas indican que pertenecen a la alta sociedad campestre, juegan inflando una vejiga. En un segundo plano aparecen sus criadas que les vigilan al tiempo que conversan.
Junto a Muchachos cogiendo fruta es una de las primeras muestras del arte de Goya hacia los niños, captando ya su vivacidad.
Posee un aspecto alegre y popular que impregnaba toda la pieza en la que se colgó. Su estilo recuerda a La cometa o a El bebedor, cartones de la misma serie destinados también al comedor real. Una nobleza cada vez más ávida de conocer la vida popular solicita escenas de majos y majas para sus estancias. Incluso los más atrevidos se visten así para mezclarse entre la plebe y participar de sus festividades.
Puede tratarse de una escena bastante atractiva de los cartones, al captar, casi fotográficamente, el momento en que se infla la vejiga. Se destaca el esfuerzo de los niños y la complicidad que se imbrica al ver el cuadro. Como muchos cuadros de la serie, su ubicación le da un punto de vista bajo. El arquetipo de los paisajes, que aparece en muchos cartones, se muestra aquí en la persona de las ayas de los menores.